# Řecké armádní letectvo
Armádní letectvo (řecky Αεροπορία Στρατού) je vojskové letectvo ozbrojených sil Řecka. Původně bylo založeno v roce 1947 a vybaveno lehkými pozorovacími a spojovacími letouny. Získání transportních vrtulníků v roce 1969, a zejména nákup bitevních AH-64 Apache začátkem 90. let změnilo význam a roli této složky, které byl v roce 1996 přiznán status samostatného druhu vojsk, šestého v rámci Řecké armády. V čele zbraně stojí Ředitelství armádního letectva (řecky Διεύθυνση Αεροπορίας Στρατού) v rámci Generálního štábu Řecké armády, kterému je podřízena Škola armádního letectva (řecky Σχολή Αεροπορίας Στρατού) a 1. armádní letecká brigáda (řecky 1η Ταξιαρχία Αεροπορίας Στρατού).

## Přehled letecké techniky

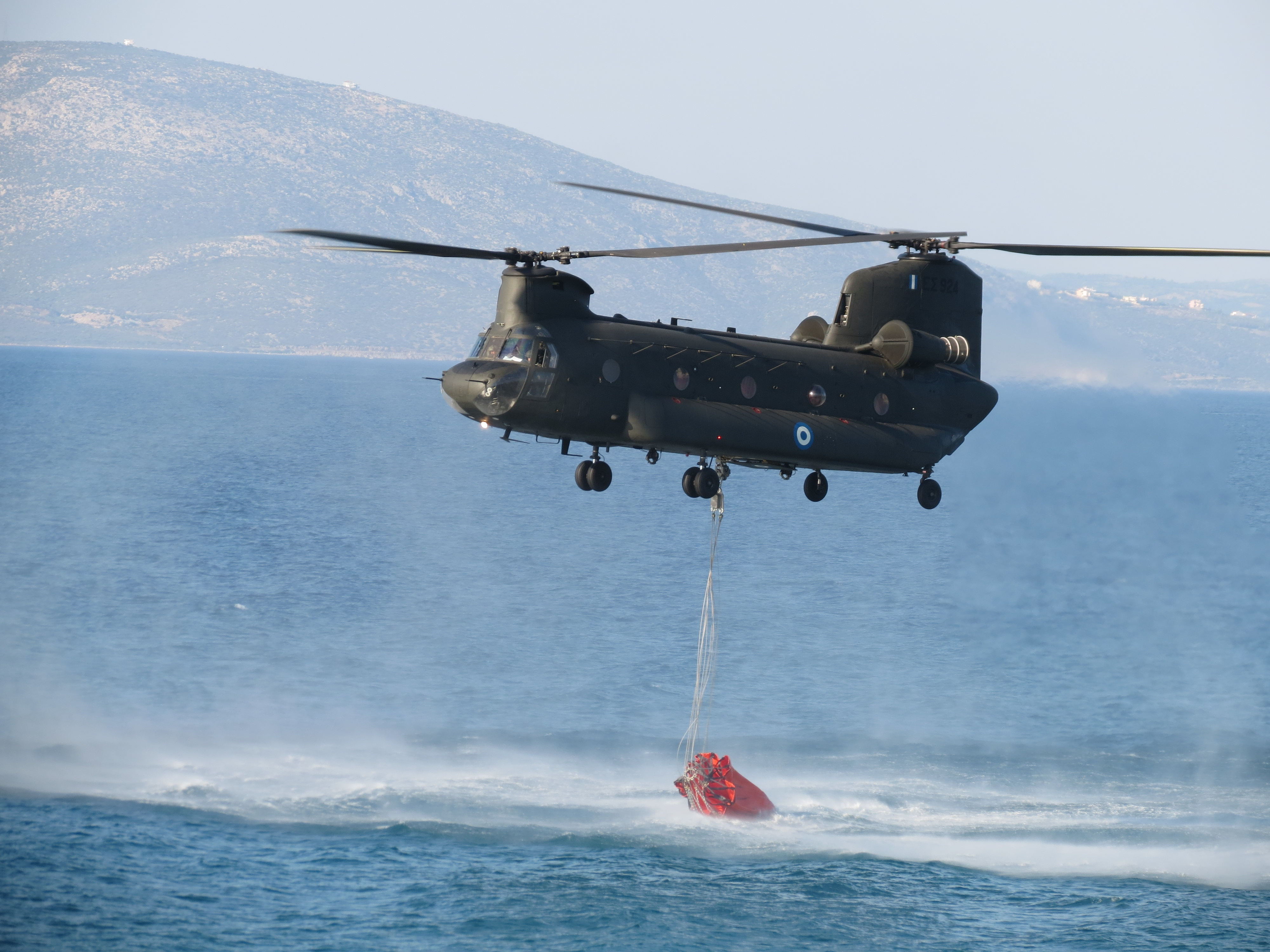
Řecký armádní vrtulník CH-47D nabírá vodu během pomoci v boji s lesním požárem.

Tabulka obsahuje přehled letecké techniky Řecké armády v roce 2021 podle Flightglobal.com.
| Název                          | Původ                          | Určení                          | Verze                          | Ve službě                      | Poznámky                                                                                           |                                |
| Bojové a transportní vrtulníky | Bojové a transportní vrtulníky | Bojové a transportní vrtulníky  | Bojové a transportní vrtulníky | Bojové a transportní vrtulníky | Bojové a transportní vrtulníky                                                                     | Bojové a transportní vrtulníky |
| ------------------------------ | ------------------------------ | ------------------------------- | ------------------------------ | ------------------------------ | -------------------------------------------------------------------------------------------------- | ------------------------------ |
| Bell 205                       | USA/ Itálie                    | transportní a užitkový vrtulník | Agusta Bell AB205/Bell UH-1H   | 27/65                          | |                                |
| Bell 206                       | USA/ Itálie                    | lehký užitkový vrtulník         | Agusta Bell AB206              | 11                             | |                                |
| Bell OH-58 Kiowa               | USA                            | průzkumný/ozbrojený vrtulník    | OH-58D Kiowa Warrior           | 57                             | Řecko získalo celkem 70 kusů, část dodávky byla uložena jako záložní stroje nebo na náhradní díly. |                                |
| Boeing AH-64 Apache            | USA                            | bitevní vrtulník                | AH-64A/D/DHA                   | 29                             | |                                |
| Boeing CH-47 Chinook           | USA                            | těžký transportní vrtulník      | CH-47D/SD                      | 25                             | |                                |
| NHIndustries NH90              | Evropská unie                  | taktický transportní vrtulník   | TTH                            | 14                             | Objednáno dalších 6                                                                                |                                |
| Cvičná letadla                 |                                |                                 |                                |                                | |                                |
| Hughes 269                     | USA/ Itálie                    | cvičný vrtulník                 | Nardi-Hughes NH-300C           | 18                             | |                                |